# Hamamatsu Arena
Hamamatsu Arena è un palazzetto dello sport situato a Hamamatsu, Shizuoka in Giappone.

## Eventi
Il palazzetto ospita eventi sportivi e concerti.

### Sport
- Fase a gironi del Campionato mondiale femminile di pallavolo 2010.
- Alcune partite del mondiale FIBA del 2006.
- Fase a gironi del Campionato mondiale femminile di pallavolo 2018.